# Abietinaria fusca
Abietinaria fusca is een hydroïdpoliep uit de familie Sertulariidae. De poliep komt uit het geslacht Abietinaria. Abietinaria fusca werd in 1847 voor het eerst wetenschappelijk beschreven door Johnston. 